# Guggenmusik

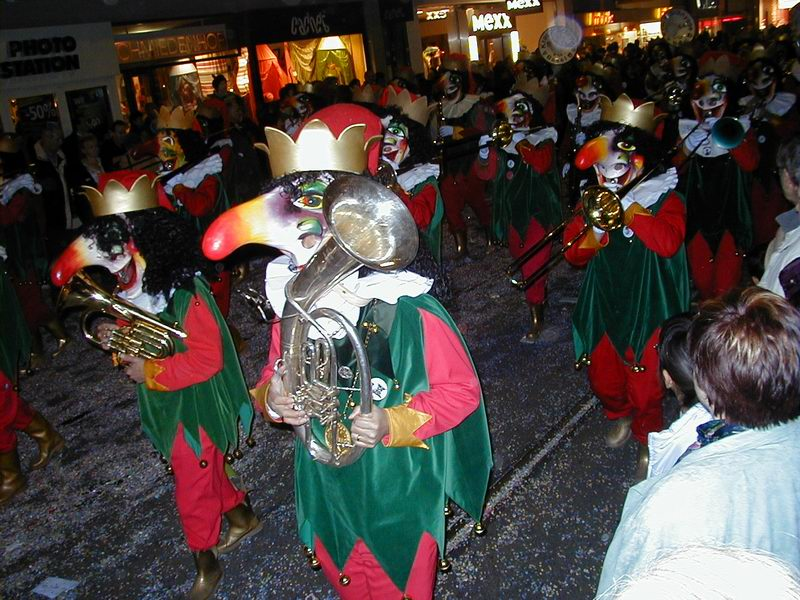
Guggenmusik in Basel

 Unter Guggenmusik (mundartlich Guggemusig, Guuggemusig, Guggemoseg, Guggamusik, Guggumüsig) versteht man Blasmusik, die im alemannischen Raum in der Fasnacht gespielt wird. Es handelt sich um eine stark rhythmisch unterlegte, scheinbar „falsch“ bzw. „schräg“, im Idealfall aber professionell und mehrstimmig arrangiert gespielte Blasmusik. Die Musiker sind dabei oft verkleidet und teilweise maskiert.
Die Guggenmusik ist Bestandteil der schwäbisch-alemannischen Fasnacht, der Basler Fasnacht, Luzerner Fasnacht, Bärner Fasnacht, Winterthurer Fasnacht, Solothurner Fasnacht, Ostschweizer und Walliser Fasnacht sowie allgemein der Zentralschweizer Fasnacht.

## Wortherkunft
Die Herkunft des Wortes „Guggenmusik“ ist unsicher, jedoch scheint es von Basel ausgegangen zu sein. In Gustav Adolf Seilers Baseldeutschem Wörterbuch von 1879 und im 1901 abgeschlossenen vierten Band des Schweizerischen Idiotikons (wo das Wort hätte behandelt werden müssen) fehlt es noch. Ältere Bezeichnungen für improvisierte Musikgruppen waren Tschättermusik, Katzenmusik, Charivari und Tschinnerättemusik. Im späten 19. Jahrhundert habe man einen unbegabten Blechbläser als Gugger bezeichnet – das Schweizerische Idiotikon kennt hierfür allerdings Güügger –, womit das Wort im Zusammenhang mit Blasmusik in die Fasnacht eingeflossen wäre. In Basel bezeichnet eine Gugge allerdings gewöhnlich eine Papiertüte, und diese wiesen früher eine konische Form auf, sodass deren Verwendung als improvisiertes Blasinstrument den Ausgangspunkt für das Wort Guggenmusik darstellen könnte. Erstmals bezeugt findet sich die Zusammensetzung Guggenmusik jedenfalls 1906 im Verzeichnis der Fasnachtsumzüge neben zehn anderen Musiken. Seither hat sich das Wort über die ganze Deutschschweiz, nach Südwestdeutschland, Liechtenstein und Vorarlberg ausgebreitet.

## Geschichte

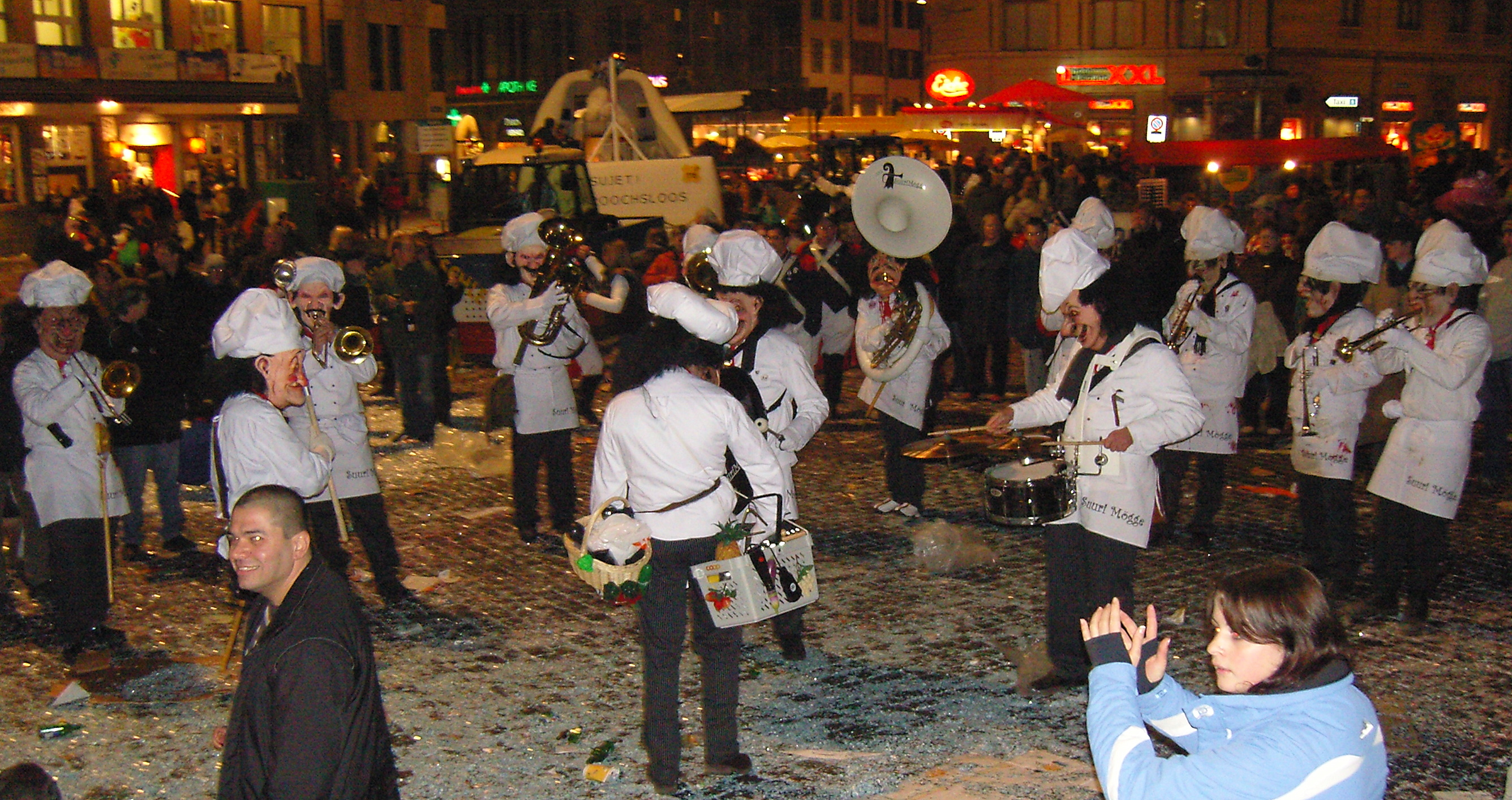
Platzkonzert einer Basler Gugge

Umzüge mit Lärmgeräten vornehmlich bei Winter- und Frühjahrsgebräuchen, die häufig mit Maskierungen einhergehen, sind in unserem Kulturkreis seit Jahrhunderten verbreitet. Das Aufkommen der heutigen Guggenmusiken lässt sich allerdings nur schwer verfolgen. Im Basel des späten 19. Jahrhunderts sprach man von „Musikbanden“, welche die Wurzeln der heutigen Guggenmusiken sein könnten. Als im Jahre 1874 erstmals eine Blaskapelle zum Morgestraich in Basel mitmarschierte, wurden zunächst heftige Proteste laut, zehn Jahre später wurde es aber polizeilich erlaubt. Ab den 1870er Jahren ist der Auftritt verschiedener „humoristischer Musikgruppen“ überliefert, und 1887 äußerte sich ein Leserbriefschreiber dahingehend, man sollte die beste „humoristische Musikgruppe“ prämieren.
1934 erlebten die Guggenmusiken in Basel ihren großen Aufschwung und „rasselten“ am nicht genutzten Fasnachtdienstag – der nun als spezieller Guggentag gilt – „mit ohrenbetörendem Getschätter“ am Publikum „vorbei“. Ab 1946 nahm die Zahl der Basler Guggenmusiken ständig zu, von damals 7 auf 67 im Jahr 1985.
Nach dem Zweiten Weltkrieg verbreitete sich die Guggenmusik mit ihrer in Basel geprägte Bezeichnung über die Zentralschweiz (1948 erste Guggenmusik in Luzern nach einem Gastauftritt von Basler Guggenmusiken) weiter nach Süddeutschland, Italien und Österreich. In Lörrach wurde die erste deutsche Guggemusik 1953 (Gugge 53) gegründet, 1959 folgte die zweite in Istein bei Efringen-Kirchen (Ischteiner Guggemusik 1959 e. V.). Insbesondere im oberschwäbischen Raum gibt es allerdings schon seit Jahrzehnten sogenannte „Lumpenkapellen“ bzw. die „Katzenmusik“, die von der Intention her durchaus mit den Guggenmusiken vergleichbar sind.
Heute gibt es viele unterschiedliche Arten von Guggenmusiken. Oft werden Volks- und Kinderlieder sowie bekannte Popsongs gespielt. Seit den 1980er Jahren ist vor allem in der Zentralschweiz auch der Einfluss des brasilianischen Karnevals (Samba-Rhythmen) spürbar.

## Ausprägungen

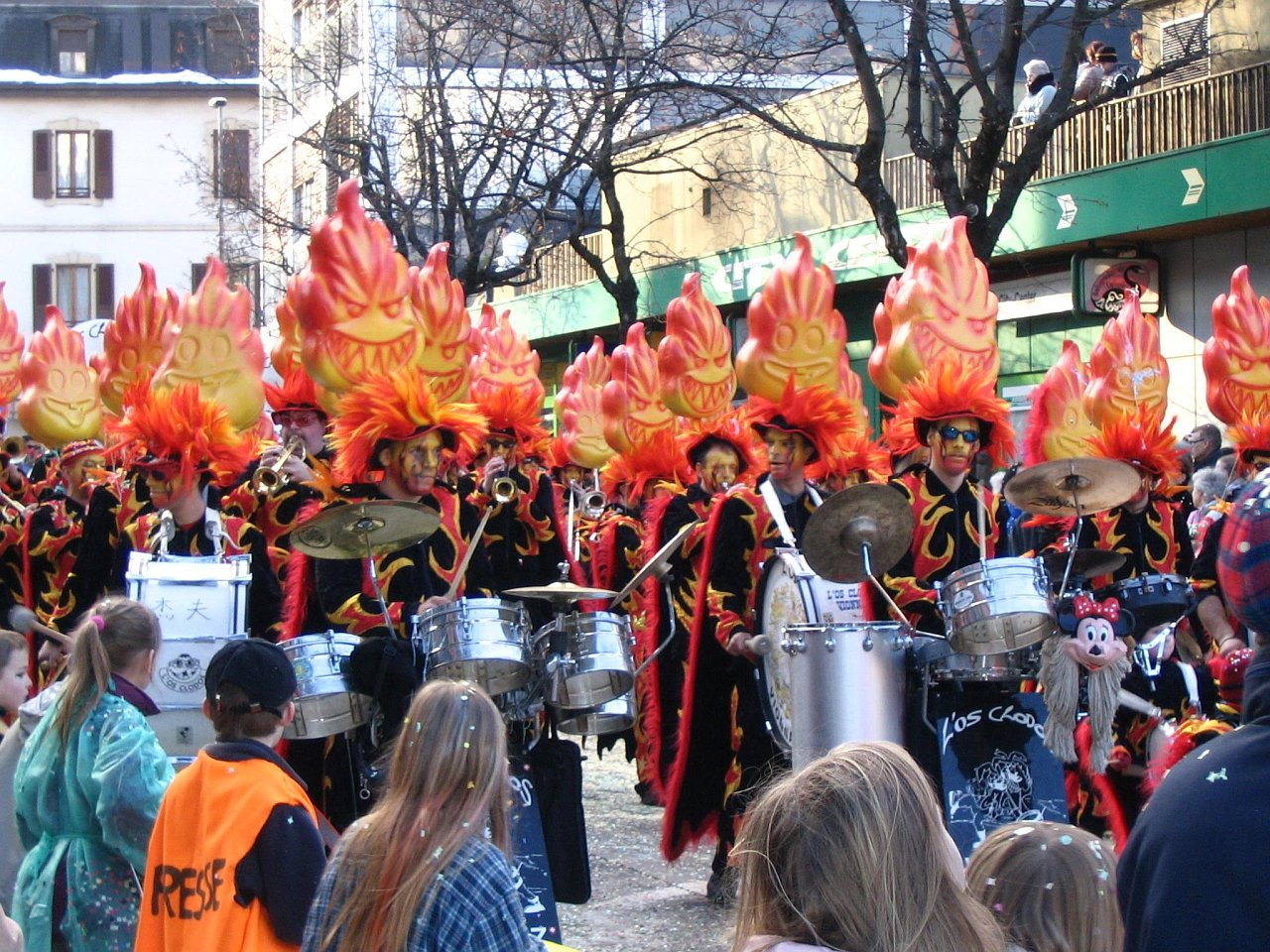
Guggenmusik in Monthey

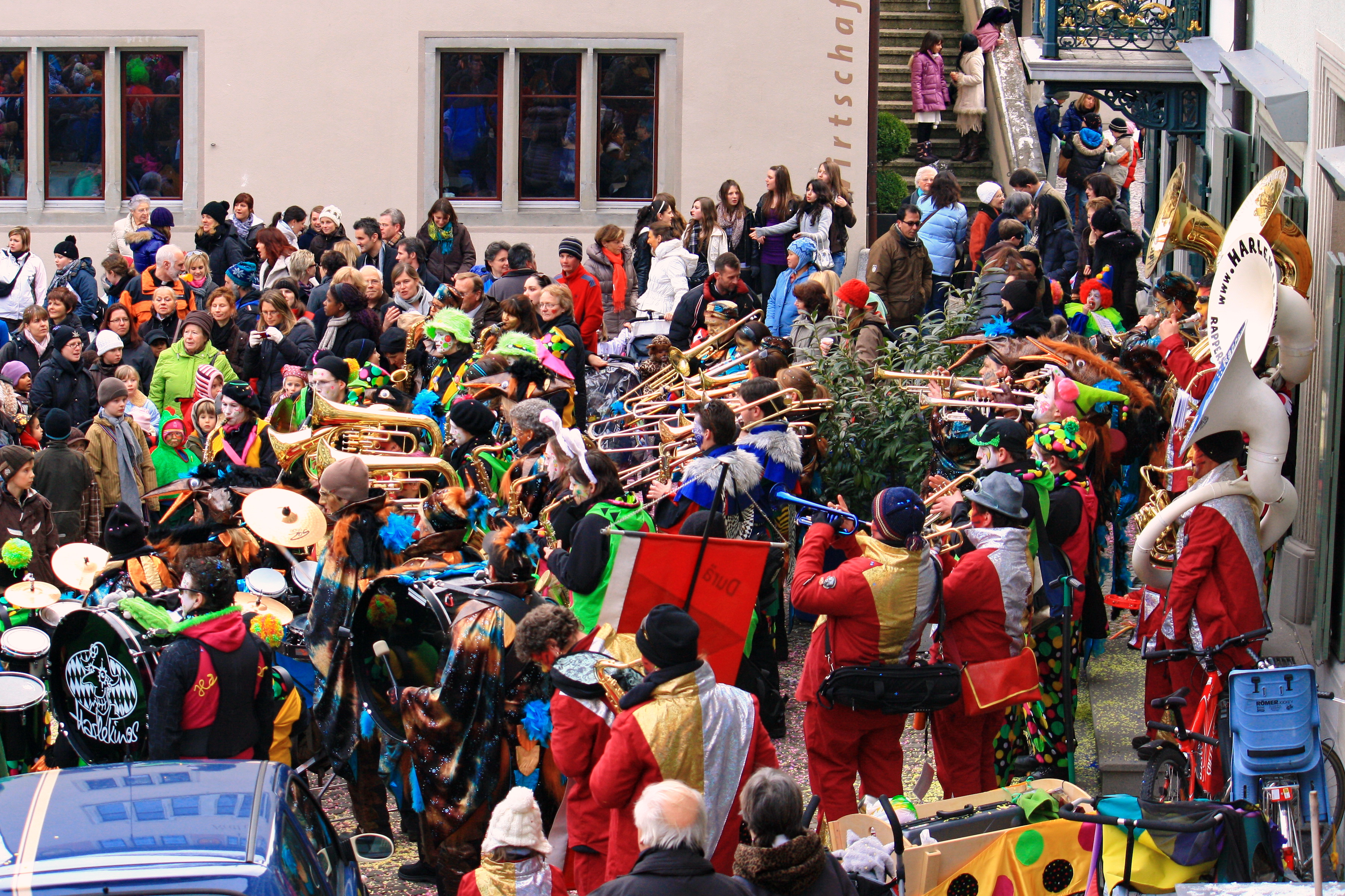
Eis-zwei-Geissebei in Rapperswil (SG)

Jugendgugge Guggemotzer aus Ittigen BE (Schweiz)

Es ist nicht möglich, eine einheitliche Definition der Guggenmusik zu finden, da jede Region andere Fasnachtstraditionen hat.
Neben den traditionellen Blechblasinstrumenten wie Trompete, Tuba und Posaune sowie dem unverzichtbaren Schlagwerk lässt sich heute auch beinahe jedes andere Instrument finden, z. B. Steeldrum, Dudelsack, Piccoloflöte, Klarinette, Saxophone und Sousaphon.
Kontrovers wird diskutiert, wer sich überhaupt Guggenmusik nennen kann. Grob unterscheiden lassen sich
- reine Musikvereine, die lediglich ein für Fasnacht angepasstes Repertoire spielen,
- spezialisierte Guggenmusiken, die das Jahr über für die närrische Zeit Musikstücke lernen und an Choreografien feilen,
- Gruppen von Laienmusikern, die oft nicht nach Noten spielen (können).

Spezialisierte Guggenmusiken – auch Guggen genannt – lassen sich vor allem in der Schweiz finden, wo einzelne Musikgruppen regelrechte Konzertreisen veranstalten und gegen Gage auftreten. In Süddeutschland trifft man eher Zusammenschlüsse aus Laien- und Vereinsmusikern an, wobei auch hier ein gewisser Wettbewerbsgedanke nicht immer abzusprechen ist. So wurde z. B. bereits fünf Mal die deutsche Guggenmusik-Meisterschaft im Europa-Park in Rust ausgetragen (2003, 2004, 2007, 2008 und 2009). Ebenso wird bei dem seit 2008 jährlich stattfindenden Guggenmusik-Festival in Merseburg unter vielen Guggenmusikgruppen aus ganz Deutschland im Wettstreit die beste Gruppe ermittelt. 
In der „Fasnetszeit“ findet jährlich in Schwäbisch Gmünd das größte „Internationale Guggenmusik-Treffen“ der Welt statt. Guggenmusik-Gruppen aus Deutschland, Österreich, Liechtenstein, Großbritannien und der Schweiz treffen sich bei der zwei Tage dauernden Veranstaltung. Das Treffen zählt jedes Jahr zwischen 60.000 und 100.000 Besucher.